# Joe Alwyn
Joseph Matthew Alwyn (* 21. února 1991, Londýn) je anglický herec.

## Život a kariéra
Alwyn se narodil v severním Londýně. Jeho matka je psychoterapeutka, otec filmový dokumentarista. Přestože byl introvertní dítě, tajně si přál být herec. V dospívajícím věku se stal členem Národního divadla mladých Velké Británie. Současně studoval literaturu a dramatickou tvorbu na universitě v Bristolu, absolvoval v roce 2012. Už dva týdny po svém absolventském divadelním představení na jaře 2015 byl obsazen do hlavní role válečného dramatu Billy Lynn's Long Halftime Walk.
Od roku 2016 byl ve vztahu s americkou zpěvačkou a textařkou Taylor Swift. Byl zmíněn mnohokrát ve zpěvaččině hudbě zvláště na albech Reputation (2017), Lover (2019), Foklore a Evermore (2020). Dvě písně na Folklore "Betty" a "Exile" byli kreditovány ke jménu William Bowery, což vedlo k diskuzím, že se jedná o jeho pseudonym. Swift poté vskutku potvrdila, že se jedná pseudonym ve filmu Folklore: The Long Pond Studio Sessions. Bowery byl také kreditován na písních "Champagne Problems", "Coney Island" a "Evermore" z alba Evermore.

## Filmografie (výběr)
- 2016: Ulička slávy – role: Billy Lynn
- 2017: Smysl konce – role: Adrian Finn
- 2018: Operace Eichmann – role: Klaus Eichmann
- 2018: Favoritka – role: Samuel Masham
- 2018: Vymazaný kluk – role: Henry Wallace
- 2018: Marie, královna skotská – role: Robert Dudley
- 2019:  Harriet – role: Edward Brodess
- 2019:  A Christmas Carol – role: Bob Cratchit
- 2021: The Souvenir: Part II – role: Max
- 2021: The Last Letter from Your Lover – role: Lawrence Stirling
- 2022: Conversations with Friends – role: Nick
- 2022: Stars at Noon – role: Daniel DeHaven
- 2022: Catherine Called Birdy – role: Uncle George
- 2023: A Very Short Film about Longing – role: Paul
- 2024: Kinds of Kindness – role: Collectibles Appraise Man 1, Jerry, Joseph